# Scott Menville
Scott David Menville (sinh ngày 12 tháng 2 năm 1971) là nam diễn viên người Mỹ, ông được biết đến qua nhiều dự án lồng tiếng cho các phim hoạt hình, truyền hình và trò chơi điện tử.

## Cuộc đời và sự nghiệp
Menville sinh ngày 12 tháng 2 năm 1971, là con trai của nhà văn, nhà làm phim Chuck Menville (1940–1992).
Năm 1979, ông có vai diễn đầu tay trong một tập của phim Scooby-Doo và Scrappy-Doo. Những năm tiếp theo, ông lồng tiếng cho các nhân vật như: siêu anh hùng Robin trong Teen Titans, Lloyd Irving trong Tales of Symphonia hay Ma-Ti trong Captain Planet and the Planeteers. Ngoài ra, ông cũng lồng tiếng cho các vai Jonny Quest trong The New Adventures of Jonny Quest, Quicksilver trong The Super Hero Squad Show, Red Herring trong A Pup Named Scooby-Doo và Kevin French trong Mission Hill.
Bên cạnh sự nghiệp diễn xuất, Menville cũng là một nhạc sĩ. Anh là một trong những thành viên sáng lập kiêm nhạc công của ban nhạc rock Boy Hits Car. Năm 2006 ông rời nhóm, thời điểm đó nhóm đã phát hành được ba album.
Năm 2016, ông đảm nhận các vai Arthur trong sê-ri truyền hình Second Chance và Sneezy trong phim hoạt hình The 7D. Năm 2023, ông vào vai Declan trong phim Oddballs.

## Danh sách phim

### Người đóng

#### Điện ảnh
| Năm  | Tên                      | Vai            | Ct                  |
| ---- | ------------------------ | -------------- | ------------------- |
| 1987 | Ernest Goes to Camp      | Crutchfield    |                     |
| 1991 | Flight of Black Angel    |                |                     |
| 1994 | A Troll in Central Park  | Flowers        | Không được ghi danh |
| 1996 | Norma Jean & Marilyn     | 'Misfits' A.D. |                     |
| 2009 | The Time Traveler's Wife |                |                     |